# ناحیه طیبات
ناحیه طیبات (به عربی: دائرة الطیبات) یک ناحیه در الجزایر است که در استان ورقله واقع شده‌است. ناحیه طیبات ۱۵٬۵۵۴ کیلومتر مربع مساحت و ۴۴٬۶۸۳ نفر جمعیت دارد.